# Nationalrat
El Consell Nacional d'Àustria (en alemany Nationalrat Österreichs) és la cambra baixa del Parlament d'Àustria junt amb el Consell Federal, però aquest altre no s'elegeix amb sufragi universal i no es considera tan poderós. Té 183 escons i els seus membres són elegits per sufragi universal directe amb un mandat de quatre o cinc anys, depèn com sigui la legislatura. Es poden avançar les eleccions amb una moció guanyada amb majoria simple.
El Consell Nacional està situat al carrer Ringstraße, a l'edifici del parlament, a Viena.

## Composició actual

### XXVIII Legislatura (2024-2029)
| Grup                   | Grup                                          | Membres  | Lider                 |
| ---------------------- | --------------------------------------------- | -------- | --------------------- |
|                        | Partit de la Llibertat d'Àustria (FPÖ)        | 57 / 183 | Herbert Kickl         |
|                        | Partit Popular d'Àustria (ÖVP)                | 52 / 183 | August Wöginger       |
|                        | Partit Socialdemòcrata d'Àustria (SPÖ)        | 41 / 183 | Andreas Babler        |
|                        | NEOS – La Nova Austria i Fòrum Liberal (NEOS) | 18 / 183 | Beate Meinl-Reisinger |
|                        | Els Verds - Alternativa Verda (GRÜNE)         | 16 / 183 | Sigrid Maurer         |
|                        | Independents                                  | 0 / 183  | –                     |
| Font: National Council |                                               |          |                       |

### Composicions de les altres legislatures des de1945

Resultats de les eleccions al Consell Nacional des del 1945 al 2024

| Any   | SPÖ  | SPÖ | ÖVP  | ÖVP | Grüne¹ | Grüne¹ | FPÖ² | FPÖ² | BZÖ3 | BZÖ3 | LiF/NEOS4 | LiF/NEOS4 | KPÖ⁵ | KPÖ⁵ | Altres | Altres |
| ----- | ---- | --- | ---- | --- | ------ | ------ | ---- | ---- | ---- | ---- | --------- | --------- | ---- | ---- | ------ | ------ |
| 1945  | 44,6 | 76  | 49,8 | 85  |        |        |      |      |      |      |           |           | 5,4  | 4    | 0,2    | 0      |
| 1949  | 38,7 | 67  | 44,0 | 77  |        |        | 11,7 | 16   |      |      |           |           | 5,1  | 5    | 0,5    | 0      |
| 1953  | 42,1 | 73  | 41,3 | 74  |        |        | 10,9 | 14   |      |      |           |           | 5,3  | 4    | 0,4    | 0      |
| 1956  | 43,0 | 74  | 46,0 | 82  |        |        | 6,5  | 6    |      |      |           |           | 4,4  | 3    | 0,1    | 0      |
| 1959  | 44,8 | 78  | 44,2 | 79  |        |        | 7,7  | 8    |      |      |           |           | 3,3  | 0    | 0,1    | 0      |
| 1962  | 44,0 | 76  | 45,4 | 81  |        |        | 7,0  | 8    |      |      |           |           | 3,0  | 0    | 0,5    | 0      |
| 1966  | 42,6 | 74  | 48,4 | 85  |        |        | 5,4  | 6    |      |      |           |           | 0,4  | 0    | 3,3    | 0      |
| 1970  | 48,4 | 81  | 44,7 | 78  |        |        | 5,5  | 6    |      |      |           |           | 1,0  | 0    | 0,4    | 0      |
| 1971  | 50,0 | 93  | 43,1 | 80  |        |        | 5,5  | 10   |      |      |           |           | 1,4  | 0    | 0,0    | 0      |
| 1975  | 50,4 | 93  | 42,9 | 80  |        |        | 5,4  | 10   |      |      |           |           | 1,2  | 0    | 0,0    | 0      |
| 1979  | 51,0 | 95  | 41,9 | 77  |        |        | 6,1  | 11   |      |      |           |           | 1,0  | 0    | 0,0    | 0      |
| 1983  | 47,6 | 90  | 43,2 | 81  | 3,4    | 0      | 5,0  | 12   |      |      |           |           | 0,7  | 0    | 0,1    | 0      |
| 1986  | 43,1 | 80  | 41,3 | 77  | 4,8    | 8      | 9,7  | 18   |      |      |           |           | 0,7  | 0    | 0,3    | 0      |
| 1990  | 42,8 | 80  | 32,1 | 60  | 4,8    | 10     | 16,6 | 33   |      |      |           |           | 0,6  | 0    | 3,3    | 0      |
| 1994  | 34,9 | 65  | 27,7 | 52  | 7,3    | 13     | 22,5 | 42   |      |      | 6,0       | 11        | 0,3  | 0    | 1,4    | 0      |
| 1995  | 38,1 | 71  | 28,3 | 52  | 4,8    | 9      | 22,0 | 41   |      |      | 5,5       | 10        | 0,3  | 0    | 1,1    | 0      |
| 1999  | 33,2 | 65  | 26,9 | 52  | 7,4    | 14     | 26,9 | 52   |      |      | 3,7       | 0         | 0,5  | 0    | 1,5    | 0      |
| 2002  | 36,5 | 69  | 42,3 | 79  | 9,5    | 17     | 10,0 | 18   |      |      | 1,0       | 0         | 0,6  | 0    | 0,2    | 0      |
| 2006  | 35,3 | 68  | 34,3 | 66  | 11,0   | 21     | 11,0 | 21   | 4,1  | 7    |           | 0 (1)     | 1,0  | 0    | 3,3    | 0      |
| 2008⁶ | 29,3 | 57  | 26,0 | 51  | 10,4   | 20     | 17,5 | 34   | 10,7 | 21   | 2,1       | 0         | 0,8  | 0    | 3,2    | 0      |
| 2013  | 26,8 | 52  | 24,0 | 47  | 12,4   | 24     | 20,5 | 40   | 3,5  | 0    | 5,0       | 9         | 1,0  | 0    | 5,7    | 117    |

¹ Al 1983 el resultat és la unió d'ALÖ (Llista Alternativa d'Àustria, 1,4%) und VGÖ (Verds Units d'Àustria, 1,9%)
²Al 1949 i 1953 com a VdU (Federació d'Independents)
3 El BZÖ és una escissió dels ministres del FPÖ de l'any 2005
4 El candidat del Fòrum Liberal participà en les eleccions del 2006, però amb una aliança amb el SPÖ, i el cap de llista Alexander Zach va ser elegit membre del consell nacional fins al 2008. Des del 2012 el Fòrum Liberal va en coalició amb altres partits sota l'etiqueta de NEOS
⁵ Al 1953 com a VO (Oposició Popular Electoral Austríaca), i del 1956 al 1966 (Comunistes i Socialistes d'Esquerra)
⁶ Eleccions anticipades després de la ruptura de la gran coalició
7 Corresponent al resultat de Team Stronach

## Presidents Primers del Consell Nacional

### Primera República (1918-1938)
| No. | Nom                                                                    | Inici                  | Fi                     | Partit                             |
| --- | ---------------------------------------------------------------------- | ---------------------- | ---------------------- | ---------------------------------- |
| 1.  | Co-Presidència: - Franz Dinghofer - Jodok Fink - Karl Seitz            | 21 d'octubre de 1918   | 30 d'octubre de 1918   | Varis partits: - GDVP - CS - SDAPÖ |
| 2.  | Co-Presidència: - Franz Dinghofer - Johann Nepomuk Hauser - Karl Seitz | 30 d'octubre de 1918   | 16 de febrer de 1919   | Varis partits: - GDVP - CS - SDAPÖ |
| -   | Vacant                                                                 | 16 de febrer de 1919   | 5 de març de 1919      | -                                  |
| 3.  | Karl Seitz (Segon mandat)                                              | 5 de març de 1919      | 9 de novembre de 1920  | SDAPÖ                              |
| -   | Vacant                                                                 | 9 de novembre de 1920  | 10 de novembre de 1920 | -                                  |
| 4.  | Richard Weiskirchner                                                   | 10 de novembre de 1920 | 20 de novembre de 1923 | CS                                 |
| 5.  | Wilhelm Miklas                                                         | 20 de novembre de 1923 | 6 de desembre de 1928  | CS                                 |
| -   | Vacant                                                                 | 6 de desembre de 1928  | 13 de desembre de 1928 | -                                  |
| 6.  | Alfred Gürtler                                                         | 13 de desembre de 1928 | 4 de desembre de 1930  | CS                                 |
| 7.  | Matthias Eldersch                                                      | 4 de desembre de 1930  | 20 d'abril de 1931     | SDAPÖ                              |
| -   | Vacant                                                                 | 20 d'abril de 1931     | 29 d'abril de 1931     | -                                  |
| 8.  | Karl Renner                                                            | 29 d'abril de 1931     | 4 de març de 1933      | SDAPÖ                              |
| -   | Vacant, parlament clausurat                                            | 4 de març de 1933      | 13 de març de 1938     | -                                  |

### Segona República (des de 1945)
| No. (Rep.) | Nom                           | Inici                  | Fi                     | Partit |
| ---------- | ----------------------------- | ---------------------- | ---------------------- | ------ |
| -          | Vacant                        | 27 d'abril de 1945     | 19 de desembre de 1945 | -      |
| 9. (1.)    | Leopold Kunschak              | 19 de desembre de 1945 | 13 de març de 1953     | ÖVP    |
| -          | Vacant                        | 13 de març de 1953     | 18 de març de 1953     | -      |
| 10. (2.)   | Felix Hurdes                  | 18 de març de 1953     | 10 de juny de 1959     | ÖVP    |
| 11. (3.)   | Leopold Figl                  | 10 de juny de 1959     | 5 de febrer de 1962    | ÖVP    |
| -          | Vacant                        | 5 de febrer de 1962    | 14 de febrer de 1962   | -      |
| 12. (4.)   | Alfred Maleta                 | 14 de febrer de 1962   | 31 de març de 1970     | ÖVP    |
| 13. (5.)   | Karl Waldbrunner              | 31 de març de 1970     | 4 de novembre de 1971  | SPÖ    |
| 14. (6.)   | Anton Benya                   | 4 de novembre de 1971  | 17 de desembre de 1986 | SPÖ    |
| 15. (7.)   | Leopold Gratz                 | 17 de desembre de 1986 | 23 de febrer de 1989   | SPÖ    |
| -          | Vacant                        | 23 de febrer de 1989   | 28 de febrer de 1989   | -      |
| 16. (8.)   | Rudolf Pöder                  | 28 de febrer de 1989   | 5 de novembre de 1990  | SPÖ    |
| 17. (9.)   | Heinz Fischer                 | 5 de novembre de 1990  | 20 de desembre de 2002 | SPÖ    |
| 18. (10.)  | Andreas Khol                  | 20 de desembre de 2002 | 30 d'octubre de 2006   | ÖVP    |
| 19. (11.)  | Barbara Prammer               | 30 d'octubre de 2006   | 2 d'agost de 2014      | SPÖ    |
| -          | Karlheinz Kopf (Interinament) | 2 d'agost de 2014      | 2 de setembre de 2014  | ÖVP    |
| 20. (12.)  | Doris Bures                   | 2 de setembre de 2014  | actualitat             | SPÖ    |